# Joseph Mor Gregorios
Joseph Mor Gregorios (ur. 10 listopada 1960 w Perumpally) – duchowny Malankarskiego Syryjskiego Kościoła Ortodoksyjnego, będącego częścią Syryjskiego Kościoła Ortodoksyjnego, od 1994 biskup Koczin..